# Здание ландтага Северного Рейна-Вестфалии
Здание ландтага (нем. Landtagsgebäude — комплекс сооружений ландтага Северного Рейна-Вестфалии на Рейнской набережной в Дюссельдорфе — столице федеральной земли Северный Рейн-Вестфалия (далее — СРВ). Здание расположено рядом с Дюссельдорфской гаванью и телевизионной башней Rheinturm.

## История
До постройки нового здания ландтаг СРВ располагался в особняке Ständehaus. Так как ландтаг там находился в стеснённых условиях, было принято решение о строительстве нового здания. В 1979 году был объявлен конкурс на лучший проект нового здания, который выиграл проект предложенный архитекторами Фритцем Эллером, Эрихом Мозером и Робертом Вальтером (архитектурное бюро «Eller Moser Walter», которое сейчас называется «Eller+Eller Architekten»).

Строительство велось с 1980 по 1988 годы. Официальное открытие состоялось 2 октября 1988 года. Затраты на строительство составили 280 млн. марок. Именно строительство здания ландтага послужило толчком к благоустройству Рейнской набережной, строительства Рейнского тоннеля и Городских ворот.

## Архитектура
Здание ландтага СРВ, имеющее размеры в плане 105×195 м, построено в стиле структурализма. Здание, состоящее из блоков, имеющих форму кругов, окружностей и сегментов, образуют как бы «вращающуюся структуру». В средней части комплекса находится круглый зал пленарных заседаний. В примыкающих блоках, имеющих форму сегментов, располагаются депутатские приёмные>